# John Rae (nationalekonom)
John Rae, född 1 juni 1796 i Footdee nära Aberdeen, död 12 juli 1872 i New York, var en skotsk nationalekonom.
Rae blev master of arts i Aberdeen 1815, studerade därefter medicin i Edinburgh, utvandrade 1821 till Kanada, där han först verkade inom trävaruindustrin, men snart övergick till lärarverksamhet. Han flyttade till Hawaii och var 1853–69 hälsovårdsinspektör på ön Maui. År 1871 återvände han till New York. 
Rae skaffade sig en vetenskaplig rangplats genom New Principles of Political Economy (1834; utgiven 1905 av Charles Whitney Mixter med biografi under titeln "Sociological Concept of Capital"). Men trots att detta verk med lovord citerades av John Stuart Mill och 1856 utgavs på italienska, förblev det länge obeaktat och okänt. Syftet med arbetet anges i dess undertitel: framställning av svagheten hos frihandelssystemet och andra doktriner, utvecklade i "Nationernas välstånd". Emot Adam Smith hävdar Rae energiskt, att källorna till individuell och nationell rikedom inte alltid är riktigt desamma. Individerna blir i allmänhet rika genom förvärv av förmögenhet, som existerat sedan tidigare. Nationerna däremot bli rika genom skapande av förmögenhet, som ej funnits till förut, och detta sker genom uppfinningarna, vilkas sociologiska och framför allt ekonomiska betydelse han skildrar utförligt och hänfört. "Uppfinningen är den enda jordiska makt, som kan sägas skapa". 
Under beteckningen "instruments" sammanfattar Rae alla resultat av mänskligt arbete, utfört på materiella föremål, med syfte att tillfredsställa framtida behov. De orsaker, som bestämmer mängden av "instruments", alstrade av ett samhälle, är 1) den kvantitet och kvalitet av materialier, som det äger, 2) styrkan av den effektiva önskan att hopsamla, 3) lönesatserna, 4) uppfinningsförmågans fortskridande. I den omfattande framställning Rae ger av den andra orsaken ägnar han en särskild uppmärksamhet åt den hos människan inneboende, ur olika förhållanden utvecklade benägenheten att föredra en nutida behovstillfredsställelse framför en framtida sådan. Samtidigt ställer han viljan att spara i beroende av de uppsamlade "instrumentens" avkastningsförmåga. 
Rae sysselsatte sig så gott som uteslutande med nationalförmögenhetens tillväxt och ej med dess fördelning. Men genom att tillskriva kapitalvinsten rollen av en belöning för en nutida nyttighets uppoffring mot en framtida sådan blev han en av Eugen von Böhm-Bawerks förelöpare. På olika områden uttalade han originella meningar; sålunda gjorde han gällande, att konsumtionen av lyxartiklar skulle avta med sänkningen av deras pris och att beskattning av lyxföremål skulle medföra offentlig inkomst, utan att konsumenterna betungades.